# 除斥
除斥（じょせき）とは、一定の要件を有し手続の公正さを失わせる恐れのある者を、その手続における職務執行から当然に排除することをいう。また、除斥の対象となる事由のことを、除斥原因という。

## 概要
裁判における裁判官の除斥が典型的な除斥の例である。
裁判官以外にも、裁判所書記官、公証人、登記官、執行官、審査官、審判官、検察審査員などについても除斥が規定されている。また、地方公共団体の議会における議長や議員にも除斥が定められている。手続の公正を図るために一定の者が職務から排除される類似の制度として、忌避と回避がある。
なお、除斥期間は、法律関係を速やかに確定させるため、一定期間の経過によって権利を消滅させる制度で、本項とは意味が異なっている。

## 裁判官の除斥

### 刑事訴訟の場合
刑事訴訟法第20条は、以下の場合に裁判官が除斥されると規定している。
1. 裁判官が被害者であるとき
2. 裁判官が被告人又は被害者の親族であるとき、又はあつたとき
3. 裁判官が被告人又は被害者の法定代理人、後見監督人、保佐人、保佐監督人、補助人又は補助監督人であるとき
4. 裁判官が事件について証人又は鑑定人となつたとき、
5. 裁判官が事件について被告人の代理人、弁護人又は補佐人となつたとき
6. 裁判官が事件について検察官又は司法警察員の職務を行つたとき
7. 裁判官が事件について付審判請求に対する決定、略式命令、前審の裁判、第398条乃至第400条、第412条若しくは第413条の規定（管轄違による差し戻しなど）により差し戻し、若しくは移送された場合における原判決又はこれらの裁判の基礎となつた取調べに関与したとき

### 民事訴訟の場合
民事訴訟法第23条（非訟事件手続法第11条も同旨）は、以下の場合に裁判官が除斥されると規定している。
1. 裁判官又はその配偶者若しくは配偶者であった者が、事件の当事者であるとき、又は事件について当事者と共同権利者、共同義務者若しくは償還義務者の関係にあるとき
2. 裁判官が当事者の四親等内の血族、三親等内の姻族若しくは同居の親族であるとき、又はあったとき
3. 裁判官が当事者の後見人、後見監督人、保佐人、保佐監督人、補助人又は補助監督人であるとき
4. 裁判官が事件について証人又は鑑定人となったとき
5. 裁判官が事件について当事者の代理人又は補佐人であるとき、又はあったとき
6. 裁判官が事件について仲裁判断に関与し、又は不服を申し立てられた前審の裁判に関与したとき

## 裁判官以外の者の除斥
- 裁判所書記官 - 裁判官の規定を準用（刑事訴訟法第26条1項、民事訴訟法第27条）
- 労働審判員 - 非訟手続における裁判官の規定を準用（労働審判法第11条）
- 公証人 - 公証人法第22条が職務を行うことができない場合を列挙している。

1. 嘱託人、その代理人又は嘱託された事項につき利害の関係を有する者の配偶者、四親等内の親族又は同居の親族であるとき、又はあったとき
2. 嘱託人又はその代理人の法定代理人、保佐人又は補助人であるとき
3. 嘱託された事項につき利害の関係を有するとき
4. 嘱託された事項につき代理人若しくは補佐人であるとき又は代理人若しくは補佐人だったとき

- 執行官 - 執行官法第3条が除斥事由を定めている。

1. 執行官又はその配偶者が、当事者（刑事事件及び少年の保護事件における被害者を含む。）であるとき、又は当事者と共同権利者、共同義務者若しくは償還義務者の関係にあるとき
2. 執行官が当事者の四親等内の血族、三親等内の姻族又は同居の親族であるとき
3. 執行官が当事者の後見人、後見監督人、保佐人、保佐監督人、補助人又は補助監督人であるとき
4. 執行官がその取り扱うべき事務について当事者の代理人であるとき

- 審査官 - 特許法第48条で準用する第139条1号から5号及び7号が除斥事由を定めている。

1. 審査官又はその配偶者若しくは配偶者であった者が事件の当事者若しくは参加人であるとき又はあったとき
2. 審査官が事件の当事者若しくは参加人の四親等内の血族、三親等内の姻族若しくは同居の親族であるとき又はあったとき
3. 審査官が事件の当事者又は参加人の後見人、後見監督人、保佐人、保佐監督人、補助人又は補助監督人であるとき
4. 審査官が事件について証人又は鑑定人となったとき
5. 審査官が事件について当事者若しくは参加人の代理人であるとき又はあったとき
6. 審査官が事件について直接の利害関係を有するとき

- 審判官 - 特許法第139条各号が除斥事由を定めている。

1. 審判官又はその配偶者若しくは配偶者であった者が事件の当事者若しくは参加人であるとき又はあったとき
2. 審判官が事件の当事者若しくは参加人の四親等内の血族、三親等内の姻族若しくは同居の親族であるとき又はあったとき
3. 審判官が事件の当事者又は参加人の後見人、後見監督人、保佐人、保佐監督人、補助人又は補助監督人であるとき
4. 審判官が事件について証人又は鑑定人となったとき
5. 審判官が事件について当事者若しくは参加人の代理人であるとき又はあったとき
6. 審判官が事件について不服を申し立てられた査定に審査官として関与したとき
7. 審判官が事件について直接の利害関係を有するとき

- 検察審査員 - 検察審査会法第7条

1. 検察審査員が被疑者又は被害者であるとき。
2. 検察審査員が被疑者又は被害者の親族であるとき、又はあったとき。
3. 検察審査員が被疑者又は被害者の法定代理人、後見監督人、保佐人、保佐監督人、補助人又は補助監督人であるとき。
4. 検察審査員が被疑者又は被害者の同居人又は被用者であるとき。
5. 検察審査員が事件について告発又は請求をしたとき。
6. 検察審査員が事件について証人又は鑑定人となったとき。
7. 検察審査員が事件について被疑者の代理人又は弁護人となったとき。
8. 検察審査員が事件について検察官又は司法警察職員として職務を行ったとき。

- 地方公共団体の議会における議長・議員 - 普通地方公共団体の議会の議長及び議員は、自己若しくは父母、祖父母、配偶者、子、孫若しくは兄弟姉妹の一身上に関する事件又は自己若しくはこれらの者の従事する業務に直接の利害関係のある事件については、その議事に参与することができない。但し、議会の同意があつたときは、会議に出席し、発言することができる（地方自治法第117条）。